# Octobre 1899

## Événements
- 1er octobre : course automobile Bordeaux-Biarritz (232 km). Alfred Levegh s’impose sur une Mors.
- 3 octobre : Lucien Augé de Lassus (1841-1914), auteur dramatique, poète, archéologue, disciple de Camille Saint-Saëns, effectue son voyage « De Damas à Palmyre ».

- 11 octobre : début de la seconde guerre des Boers ou guerre du Transvaal entre les colons néerlandais et l'armée britannique en Afrique du Sud (fin en 1902).
  - Désireux d’obtenir la soumission des Boers par voie légale, Joseph Chamberlain exige la naturalisation des immigrants britanniques. Les Boers font échouer les négociations sur les droits des Uitlanders (émigrés récents). Ultimatum de Paul Kruger qui relance les hostilités.

- 13 octobre : début du siège de Mafeking par les Boers (fin le 17 mai 1900).

- 17 octobre :
  - Décret du 17 octobre, qui démembre le Soudan français entre le Sénégal, la Guinée, la Côte d'Ivoire, le Dahomey et crée deux territoires militaires englobant la région de Tombouctou, de la Volta et de Zinder ; un budget spécial, dit du haut Sénégal et moyen Niger, est incorporé à celui du Sénégal pour l’administration des pays du haut Sénégal, du Sahel et du haut Niger rattachés à la colonie du Sénégal et des deux territoires militaire.
    - Bamako devient la capitale du Soudan français (Haut Sénégal-Niger).
    - William Merlaud-Ponty devient gouverneur du Soudan français (1899-1908).

  - Nouvelle guerre civile en Colombie, dite guerre des Mille Jours, qui oppose libéraux, partisans du fédéralisme, aux tenants de la Constitution centraliste de 1886. Le gouvernement triomphera des libéraux en 1903, mais la Colombie sortira exsangue des deux guerres civiles.

- 18 octobre, Canada : Henri Bourassa démissionne du gouvernement pour protester contre l'envoi de troupe dans la guerre des Boers.

- 20 octobre : le général Cipriano Castro, à la tête d’une armée dite de Resuration, renverse le général Ignacio Andrade au Venezuela, lequel a lui-même déposé le caudillo nationaliste José Manuel Hernández en 1898. Avec le coup d’État de Castro, ce sont les officiers des Andes qui s’installent au pouvoir jusqu’en 1945.

- 21 octobre, Canada : George William Ross devient premier ministre de l'Ontario, remplaçant Arthur Sturgis Hardy.

- 25 octobre : le président de la République de Bolivie, Severo Fernández Alonso, est renversé par une révolution libérale. Il cède la place au général putschiste José Manuel Pando qui renforce encore un peu plus le pouvoir de l’oligarchie (fin en 1904). Sous sa présidence, la Bolivie perdra le territoire d’Acre.

- 29 octobre :
  - un combat oppose à Kouno sur le fleuve Chari les troupes de Rabah retranchées dans la ville aux Français du général Robillot. La bataille est incertaine. Les troupes françaises se replient sur Fort-Archambault, tandis que Rabah évacue la ville le 8 novembre.
  - Course automobile Italienne de Treviso Sprint (3 km). Agostino Tozzi s’impose sur une Bollée.

- 30 octobre : seconde guerre des Boers ; le premier contingent canadien arrive en Afrique du Sud.

## Naissances
- 3 octobre :
  - Adrien Arcand, journaliste et militant d'extrême-droite.
  - Louis Hjelmslev, linguiste danois († 30 mai 1965).
- 24 octobre : Ferhat Abbas : homme politique algérien († 24 décembre 1985).

## Décès
- 13 octobre : Charles Ashton, écrivain gallois (°4 septembre 1848).
- 13 octobre : Aristide Cavaillé-Coll, facteur d'orgues.
- 24 octobre : Peter Mitchell, premier ministre de la colonie du Nouveau-Brunswick et père de la confédération.